# Vanonus musculus
Vanonus musculus es una especie de coleóptero de la familia Aderidae.

## Distribución geográfica
Habita en Oklahoma (Estados Unidos).